# Survival-Spiel
Ein Survival-Spiel (von englisch survival „Überleben“), deutsch Überlebensspiel ist ein Computerspiel, in dem der Spieler versucht, in einer Spielwelt möglichst lange zu überleben. Es unterscheidet sich von anderen Spielen, bei denen der Spieler auch das Ziel hat nicht zu sterben, vor allem dadurch, dass die Grundbedürfnisse der Spielfigur für das Überleben gesichert werden müssen. Häufig können eingesammelte Gegenstände durch ein Crafting-System weiterverarbeitet werden. Mitunter findet sich auch die Bezeichnung Überlebens-Simulation. Das Survival-Genre ist ein Subgenre des Actionspiels.

## Beschreibung und Spielmechanik
In Survival Games ist es die Aufgabe des Spielers, in einer meist lebensfeindlichen Umgebung in Form einer offenen Spielwelt zu überleben. Dafür hat der Spieler meist am Anfang nur wenig Equipment und muss Items aus der Umgebung sammeln, die er anschließend meist zu weiteren Gegenständen durch ein Crafting-System verarbeiten kann. Items können oft auch durch das Besiegen von Gegnern (als sogenannter Loot) oder durch Handel erlangt werden. In einigen Spielen lassen sich auch Gegenstände mit Werkzeugen abbauen oder Flächen bewirtschaften, um neue Gegenstände zu gewinnen. Die Flächen werden bei einigen Spielen dabei einer Voxelgrafik nachempfunden, die sich dynamisch verändern lässt.
Der Spieler hat die Aufgabe sich um seine Bedürfnisse wie Hunger, Durst, Schlaf, Sauerstoff, die Körpertemperatur, die Strahlenbelastung und Gesundheit zu kümmern, indem er sich mit den passenden Gegenständen versorgt. Im Spielverlauf erhält der Spieler meist weitere Items (bzw. stellt diese her), die er für den Kampf (z. B. Waffen), die Verteidigung, Technik- und Maschinensysteme oder als Dekoration verwenden kann.
Oft wird die Spielwelt prozedural generiert und ist eine persistente Welt und offene Spielwelt. Survival Games haben meist keine klaren Ziele und kein Ende und sollen den Spieler zum Experimentieren anregen. Die Spielwelt ist oft lebensfeindlich, z. B. durch eine Umweltkatastrophe, die Besiedlung eines fremden Planeten oder einer Zombie-Apokalypse.
Ist das Spiel ein reiner Einzelspieler wird nur gegen Nicht-Spieler-Charaktere gespielt (Player versus Environment), ist es jedoch ein Mehrspieler spielt auch der Kampf oder auch die Zusammenarbeit und Kooperation mit Mitspielern eine wichtige Rolle (Player versus Player). Meist verliert der Spieler nach dem Tod seine Gegenstände und kehrt an einem gespeicherten Punkt zurück („Respawn“). In einigen Spielen muss der Spieler aber durch den Spieltod auch komplett von vorne anfangen („Permadeath“). Beliebt sind Survival Games auch als Let’s-Play-Videos auf Videoportalen wie YouTube und Twitch.

## Geschichte
Bereits frühe literarische Werke wie Robinson Crusoe befassen sich mit dem Aspekt des Überlebens in einer feindlichen Umgebung. Auch Filme wie The Grey – Unter Wölfen oder Cast Away – Verschollen verfolgen diese Idee. Die Idee eines „Überlebensspiels“ wurde durch Werke wie Battle Royale und The Hunger Games geprägt. Allerdings haben auch viele Horrorfilme und Thriller das Motiv, dass eine Person möglichst lange überleben muss.
Ein frühes Survival Game ist UnReal World aus dem Jahr 1992. Ein weiteres frühes Beispiel ist das Spiel SOS aus dem Jahr 1993. Einige Computer-Rollenspiele und Massively Multiplayer Online Role-Playing Games enthielten bereits erste Survival-Elemente. So diente beispielsweise das Spiel Wurm Online Markus Persson als Inspiration für die Entwicklung von Minecraft. Minecraft setzte vor allem im Sandbox-Bereich wichtige Standards in dem Genre, trieb die Entwicklung und Beliebtheit maßgeblich voran und wurde sogar zum meistverkauften Videospiel. Durch den Mod DayZ für das Spiel Arma 2 wurden viele Standards für spätere Überlebensmechaniken und Zombie-Spiele gesetzt. Die meisten der folgenden Spiele nutzten das Early-access-Modell und ließen sich über Crowdfunding finanzieren.
Obwohl die Geschichte des Genres bis in die frühen 1990er-Jahre zurückreicht, wird das Lemma erst seit der jüngeren Computerspiel-Geschichte im größeren Maße von Spielern, Fach- und Special-Interest-Presse verwendet.

## Abgrenzung und Überschneidungen

### Battle Royale
Im Battle-Royale-Genre kämpft der Spieler gegen eine vorgegebene, oft hohe Anzahl anderer Spieler (meist bis zu 99, sodass es insgesamt 100 Spieler sind), in einem abgegrenzten Spielbereich, der im Laufe des Spiels immer kleiner wird. Der Spieler startet meist mit gar keinen oder nur wenigen Items und muss diese erst sammeln oder durch Kämpfe gewinnen. Verlässt der Spieler den Spielbereich, erhält er Schaden und stirbt nach kurzer Zeit. Gewinner ist, wer ähnlich wie in einer Kombination aus Last Man Standing und Deathmatch als letzter Spieler oder als letztes Team am Leben ist. Battle-Royale-Spiele sind fast ausschließlich Online-Spiele. Viele Battle-Royale-Spiele lassen Elemente des Survival Games, wie die Bedürfnisverwaltung oder das Crafting weg und ordnen sich anderen Genres wie dem Ego-Shooter zu.

### Survival Horror
In einem Survival-Horror-Spiel werden Elemente des Überlebensspiels mit Horror vermischt. So muss der Spieler beispielsweise gegen unheimliche Kreaturen wie Zombies kämpfen oder in einer beängstigenden Umgebung Gegenstände suchen oder Rätsel lösen. Entscheidend für einen guten Survival Horror ist, dass der Gruselfaktor im Vordergrund steht und beispielsweise nicht Zombies im Rahmen eines Horde-Shooters nur abgeknallt werden sollen. Die Aspekte eines klassischen Survival Game sind trotz des Namens in einem Survival-Horror-Titel eher weniger vertreten.

### Sandbox
Als Sandbox-Spiel bezeichnet man ein Spiel, in dem der Spieler möglichst frei die meist offene Spielwelt bebauen kann. Sandbox-Aspekte sind oft in einem sogenannten Kreativmodus in Survival-Spielen enthalten, aber auch in anderen Spielgenres zu finden. Im Kreativmodus hat der Spieler meist eine unbegrenzte Auswahl an Ressourcen, kann auf der Spielwelt fliegen, kann Spielparameter verändern, erleidet keinen Schaden, wird meist auch nicht von Gegnern angegriffen und muss auch nicht Bedürfnisse der Spielfigur erfüllen. Der Überlebens-Aspekt geht dabei meist verloren.
Sandbox-Spiele stehen auch für Survival-Spiele, bei denen der Bauaspekt im Vordergrund steht, der Spieler aber trotzdem sein Überleben sichern muss. Häufig lassen Sandbox-Spiele den Austausch von User-generated content zu und ermöglichen es Minispiele oder Mods zu erstellen. Bekannte Beispiele sind Minecraft und Garry’s Mod.

## Wirtschaft
Das Marktforschungsunternehmen Super Data schätzt den Umsatz von Survival Games auf 400 Millionen US-Dollar für die ersten sechs Monate von 2017, was das Genre zu einem der größten Märkte in der Computerspielwirtschaft macht.

## Bekannte Spiele
- Ark: Survival Evolved
- DayZ
- Green Hell
- Grounded
- Minecraft
- Raft
- Subnautica
- Stranded Deep
- The Forest